# Halberstadt

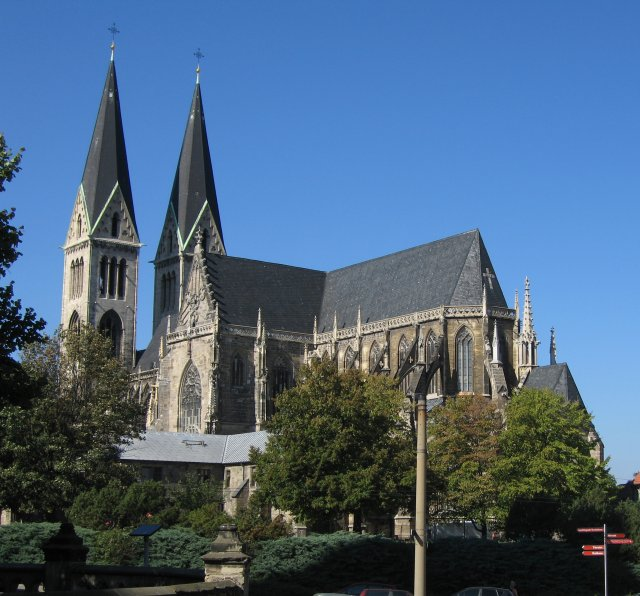
Catedral

Escut

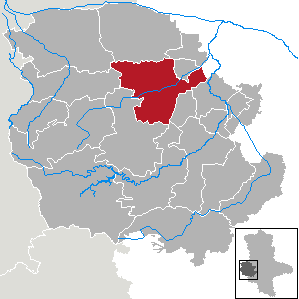
Situació

Halberstadt és una vila d'Alemanya situada a l'estat de Saxònia-Anhalt i és la capital del districte de Harz. Es trona a una altitud de 119 m. En el cens de l'any 2012 tenia 40.526 habitants.
Aquesta vila va resultar molt danyada durant la Segona Guerra Mundial però conserva molts edificis històrics importants i gran part del seu nucli antic. Llocs notables a Halberstadt són la Liebfrauenkirche i la Catedral de Sant Esteve que van ser construïdes al segle xii i XIII respectivament. Halberstadt és la seu documentada del primer orgue de tubs permanent (1361). La Catedral de Sant Esteve conserva el seu tresor medieval.
Germania Halberstadt és el club de futbol que juga a Halberstadt.

## Història
Halberstadt va ser establerta com a seu epicopal el 814 i va ser un lloc de comerç concorregut durant els segles xiii i xiv. D'acord amb la Pau de Westphalia (168) el bisbat va ser secularitzat i va esdevenir el Principat d'Halberstadt dins la Prússia Brandenburg.

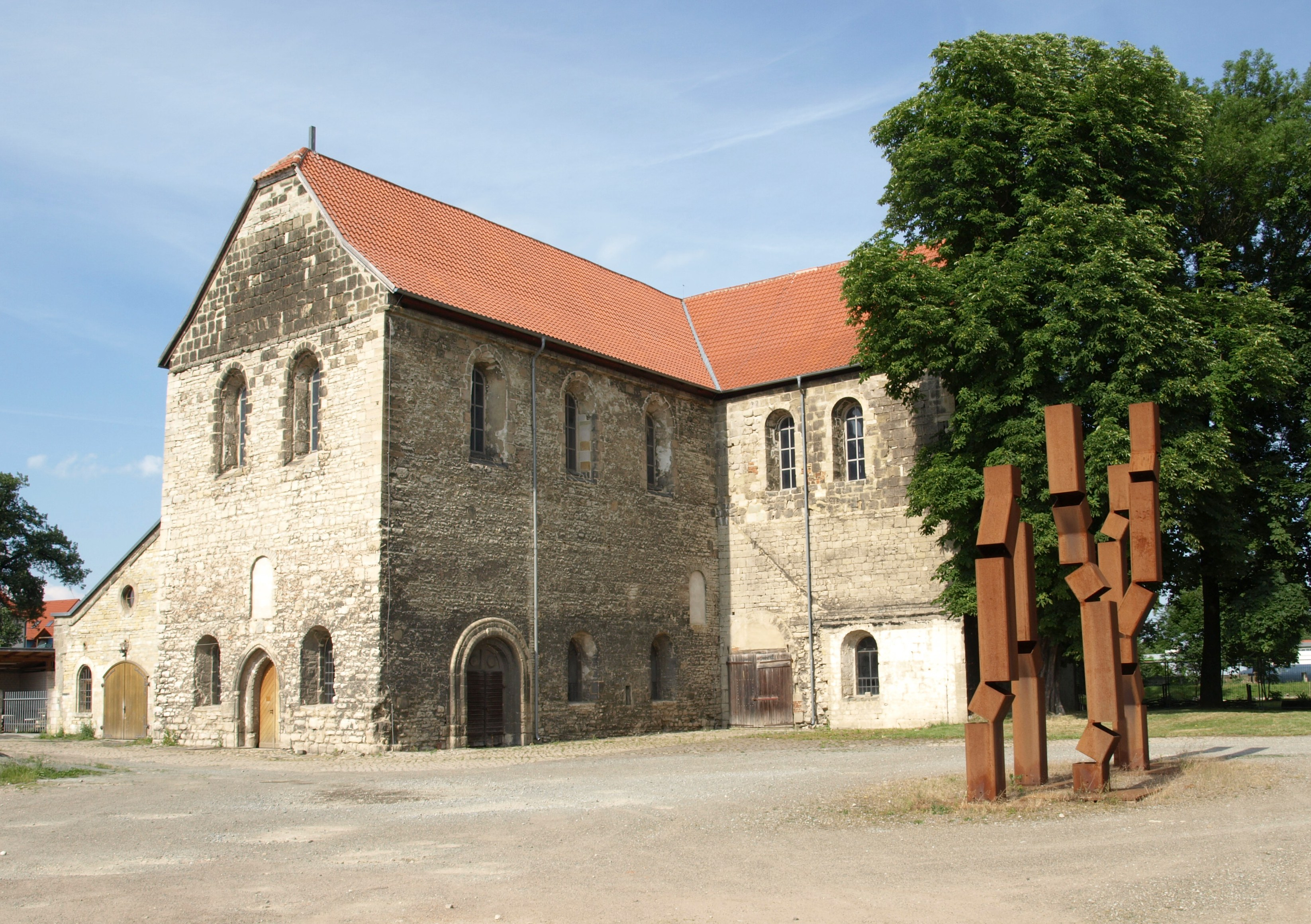
Església de Sankt-Burchardi-

## Cultura jueva
Al segle xvii, Halberstadt tenia una de les comunitats jueves més importants de l'Europa Central i eren jueus aproximadament un de cada dotze habitants de la ciutat, el més notable dels jueus va ser Berend Lehmann que va organitzar una gran sinagoga el 1712.
L'any 1938, després de la Kristallnacht, la majoria dels edificis de jueus van ser derribats.

## Alguns residents
- Caspar Abel - teòleg, historiador i poeta
- Albert de Saxònia (filòsof)- bisbe de Halberstadt entre 1366-1399
- Johann Christian Josef Abs - professor
- Martin Bormann - secretari privat d'Adolf Hitler
- Lily Braun - escriptora feminista
- Wibke Bruhns - periodista i escriptor
- Gottfried August Bürger - poeta
- Johann Augustus Eberhard - teòleg i filòsof
- Johann Wilhelm Ludwig Gleim - poeta
- Adalbert of Hamburg - Arquebisbe d'Hamburg-Bremen
- Ferdinand Heine - ornitòleg
- Azriel Hildesheimer - rabí
- Gustav Eduard von Hindersin - general
- Johann Georg Jacobi - poeta
- Israel Jacobson - filantrop jueu
- Alexander Kluge - director de cinema
- Issachar Berend Lehmann - banquer
- Paul Laurentius - teòleg
- George Müller - cristià evangelista i administrador d'orfanat
- Adolf Reubke - constructor d'orgues
- Jürgen Sparwasser - futbolista
- Adolf Stoecker - teòleg i polític
- Helmut Weidling - general
- Walter Wislicenus - astrònom

## Fills il·lustres
- Friedrich Voss (1930-1970,?), compositor i pianista.

## Agermananments
Halberstadt està agermanada amb:
- Banská Bystrica, Eslovàquia
- Wolfsburg, Alemanya
- Náchod, Txèquia
- Villars, Loire, França